# J Christ
«J Christ» (с англ. — «Иисус Христос») — песня американского рэпера Lil Nas X, вышедшая 12 января 2024 года на лейбле Columbia Records

## История
3 января 2024 года Lil Nas X объявил о выпуске своего следующего сингла, релиз которого намечен на 12 января.
Затем рэпер начал рекламировать тизерами новую эру в начале января 2024 года, создав сайт с религиозными и сатанинскими образами, призывая фанатов «спасти его». Он раскрыл название песни и ее обложку в своих социальных сетях 8 января. В другом твите Хилл поделился коротким клипом, продвигающим трек. «J Christ» будет приурочен к выходу его предстоящего документального фильма «Lil Nas X: Long Live Montero» на каналах HBO и Max 27 января
.

## Музыкальное видео
Клип на песню был написан и снят самостоятельно, съемки проходили в Мехико. Премьера клипа состоялась 12 января 2024 года. В клипе показаны несколько человек, похожих на таких знаменитостей, как певцы Тейлор Свифт, Эд Ширан, Мэрайя Кэри, Канье Уэст, телеведущая Опра Уинфри и бывший президент США Барак Обама, которые идут в рай. В следующем кадре Lil Nas X входит в рай после открытия ворот, где также появляется человек, похожий на Майкла Джексона, после чего камера спускается в ад, где Lil Nas X теперь варит части человеческого тела, а затем возвращается в рай, чтобы сыграть в баскетбол с Сатаной. В следующем кадре Lil Nas X распят на кресте, подобно Иисусу, и его восхваляют, затем камера переключается на кадр, где Lil Nas X бреет ягненка, после чего камера снова переключается на его появление на показе мод, где появляется Тс Мэдисон, которая смотрит показ, а затем встревожена новостью о всемирном потопе. В следующем кадре Lil Nas X, теперь одетый как Моисей, ведет армию животных к ковчегу, прежде чем начнется огромный шторм и потоп. Видео заканчивается тем, что Lil Nas X, теперь уже на ковчеге, переплывает через всемирный потоп.

## Чарты
| Чарт (2024)                           | Высшая позиция |
| ------------------------------------- | -------------- |
| Австралия Hip Hop/R&B (ARIA)          | 38             |
| Австралия New Music Singles (ARIA)    | 19             |
| Канада (Billboard Canadian Hot 100)   | 67             |
| Канада (Billboard CHR/Top 40)         | 21             |
| Мир (Billboard Global 200)            | 90             |
| Нидерланды (Tipparade)                | 20             |
| Новая Зеландия Hot Singles (RMNZ)     | 8              |
| Словакия (Rádio Top 100)              | 56             |
| Швеция Heatseeker (Sverigetopplistan) | 2              |
| Великобритания (UK Singles Chart)     | 59             |
| США (Billboard Hot 100)               | 69             |
| США (Billboard Hot R&B/Hip-Hop Songs) | 30             |
| США (Billboard Mainstream Top 40)     | 21             |
| США (Billboard Rhythmic)              | 20             |